# Lastomír
Lastomír é um município da Eslováquia, situado no distrito de Michalovce, na região de Košice. Tem 13,47 km² de área e sua população em 2018 foi estimada em 1.210 habitantes.

## Demografia
| Ano:        | 1994 | 2004   | 2014   | 2024   |
| ----------- | ---- | ------ | ------ | ------ |
| Broj ljudi: | 1174 | 1159   | 1153   | 1243   |
| Razlika:    |      | -1,27% | -0,51% | +7,80% |

| Ano:               | 2023 | 2024   |
| ------------------ | ---- | ------ |
| Número de pessoas: | 1246 | 1243   |
| Diferença:         |      | -0,24% |